# 伊德里斯·卡文尼
伊德里斯·卡路士·卡文尼（法語：Idriss Carlos Kameni，1984年2月18日—），簡稱伊德里斯·卡文尼（法語：Idriss Kameni），出生在杜阿拉，是一名前喀麥隆足球員，最後效力土耳其足球超级联赛球會費倫巴治，司職門將。

## 生平
2000年，年僅16歲的卡文尼成為贏得奧運金牌的足球員中最年輕的一位。這使他轉會至法國球會勒哈費爾，但他效力4年間未能打進一隊，只能在預備組賽事中上陣。其後，他被外借至聖伊天，同樣地也未能爭取到上陣機會。
2003/04球季，卡文尼差點被外借至英超球會狼隊一整季，其後由於他未能取得英國工作證而使到交易告吹。2004年7月，時年20的他以60萬美金的身價轉投西班牙球會愛斯賓奴。2005/06球季，他在西班牙國王盃對薩拉戈薩的賽事中擔任聯賽正選門將戈爾卡·伊拉素斯的後備，球會最終奪冠而回。2006/07球季，他們的位置正好相反，卡文尼成為正選門將，戈爾卡·伊拉素斯則在歐協決賽對西維爾擔任正選門將，使這支加泰隆尼亞球會奪得亞軍。
2008/09對愛斯賓奴來說是一個緊張的球季，球會長時間排在榜末位置，卡文尼本身則有兩件事件：首先，他在1月時於訓練課後與一名羞辱他的球迷幾乎發生身體碰撞 和在5月時於另一訓練課時與隊友格哥利·比蘭加打鬥。不過，他仍然在37聯賽賽事中上陣，成為球隊不可或缺的成員，又以497分鐘打破了同胞湯馬士·尼高奴的不失球紀錄。
2012年一月，由於沒有上場機會，卡文尼免費轉投西班牙球會馬拉加
在2014年夏天，在威利·卡巴莱罗離開馬拉加加入曼城後，卡文尼成為馬拉加的首發門將。 2015年9月26日，在皇馬取得３１次射門下，他的比賽表現讓馬拉加作客伯納烏球場下以0-0完場。在接下來的比賽日里，卡文尼在以3比1戰勝皇家社會的比賽中助攻了了三個進球中的第二球，成為了首位俱樂部門將在西班牙頂級聯賽取得助攻紀錄。
2016年11月19日，卡梅尼的多次撲救讓馬拉加0比0戰平主場的巴塞羅那。

## 國際賽
卡文尼自17歲時已經是喀麥隆國門，他曾參與2002、2004、2006和2008年非洲國家盃並全數正選上陣。此外，他亦曾參與2003年洲際國家盃，時年19歲的他亦是正選並協助球隊最終贏得亞軍。
2002年，18歲的卡文尼被選入2002年世界盃喀麥隆23人大軍名單之一。作為正選門將，他亦入選2010年世界盃喀麥隆隊的名單中。2006/07球季，上季奪得第二名的他於今季被選為非洲最佳門將（Best African Goalkeeper）。 

## 私生活
卡文尼的兄長馬蒂蘭·卡文尼亦是一名門將。

## 榮譽

### 球會
- 愛斯賓奴：
  - 西班牙國王盃：2005/06

### 國家隊
- 奧運足球：2000
- 非洲國家盃：2002

### 個人
- 非洲最佳門將：2006/07

## 外部連結
- （英文）Espanyol profile
- （英文）BDFutbol profile（页面存档备份，存于）
- （英文）足球数据库：Carlos Kameni的球员统计数据
- （英文）Idriss Carlos Kameni – FIFA國際賽競賽紀錄 (存檔)
- （英文）La Liga review （页面存档备份，存于）